# Annals de Sennàquerib

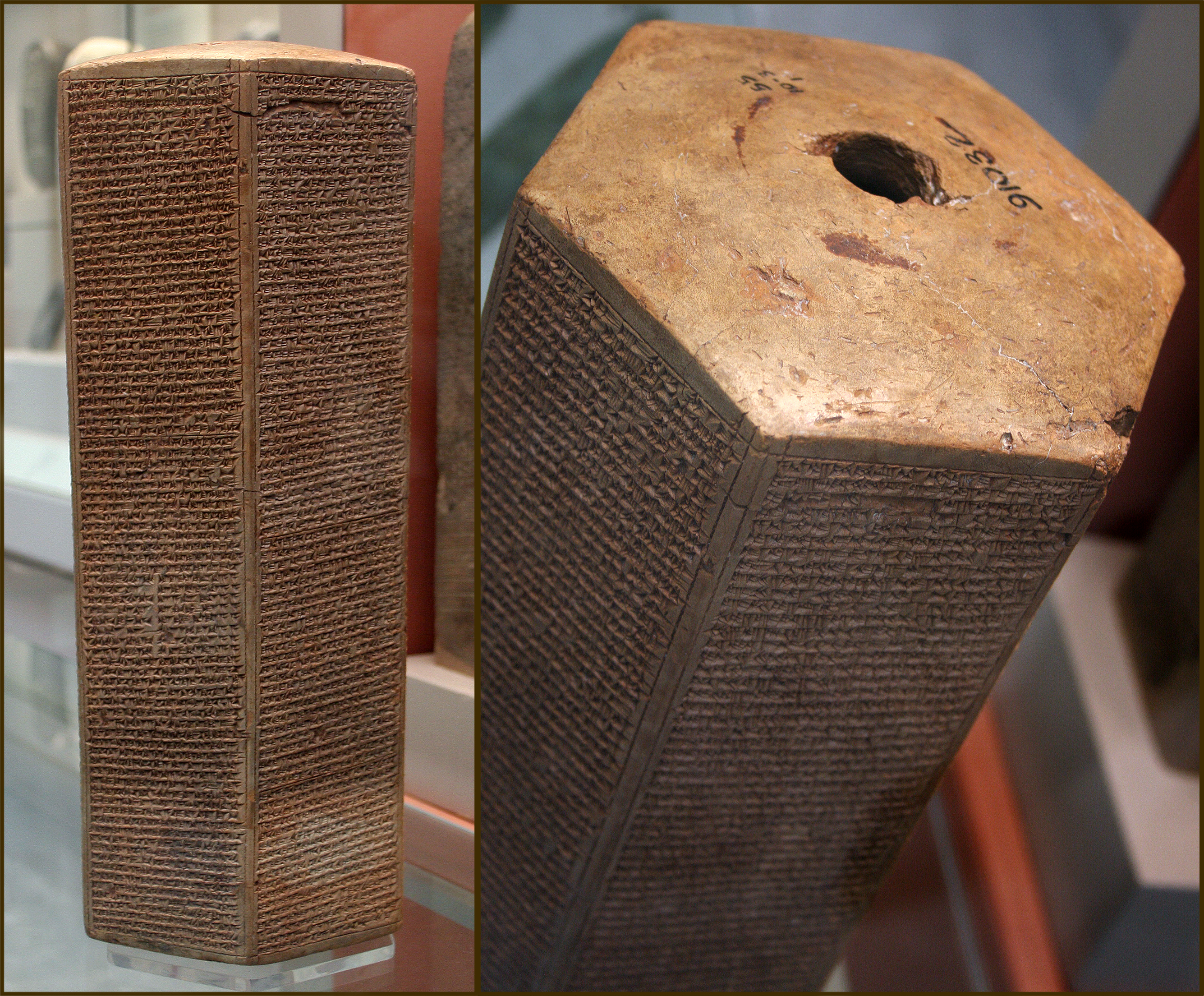
Prisma Taylor, pertanyent als Annals de Senaquerib, conservat encara al Museu Britànic. Londres

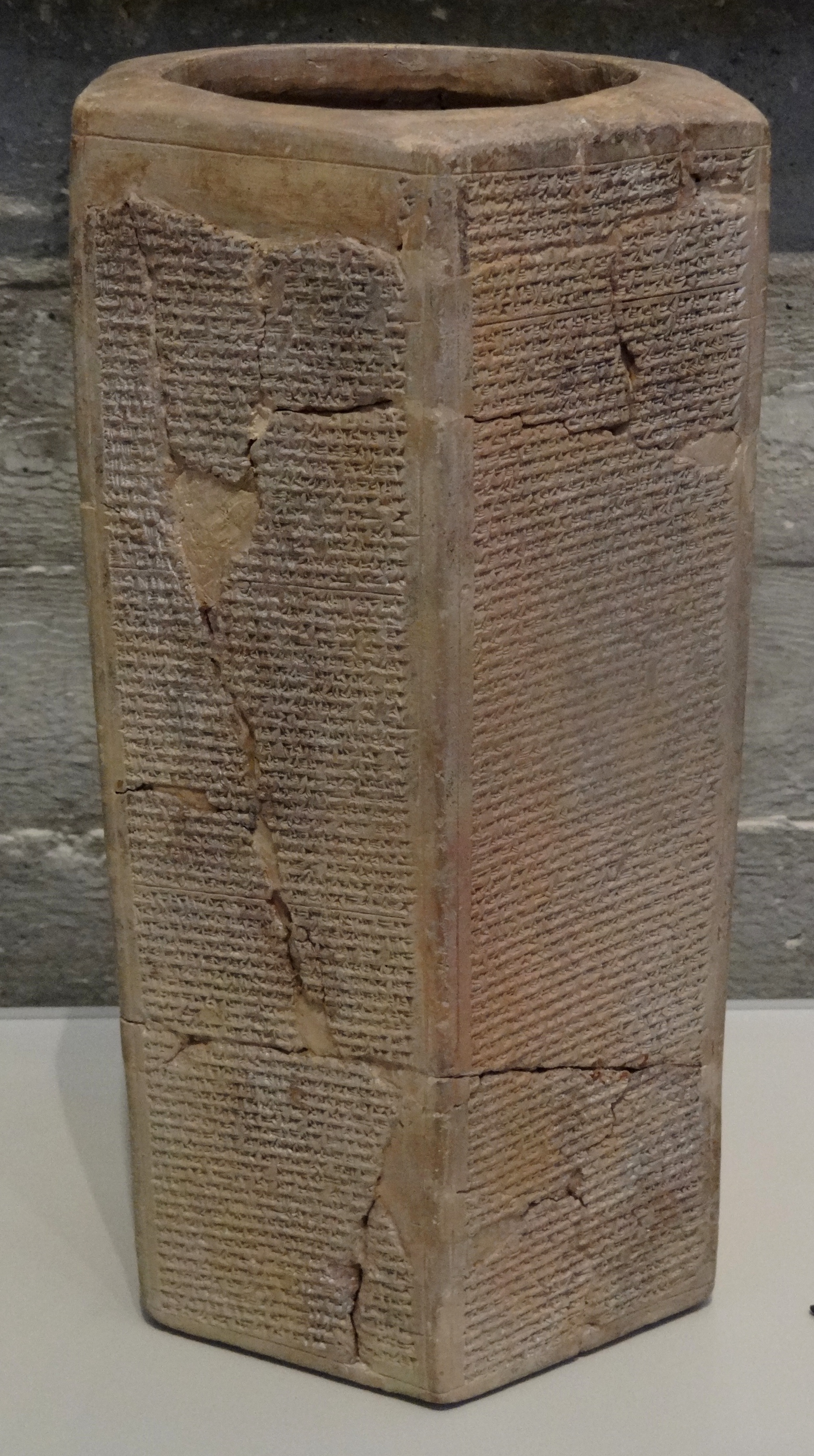
Prisma de Jerusalem, al Museu de Palestina, de Jerusalem

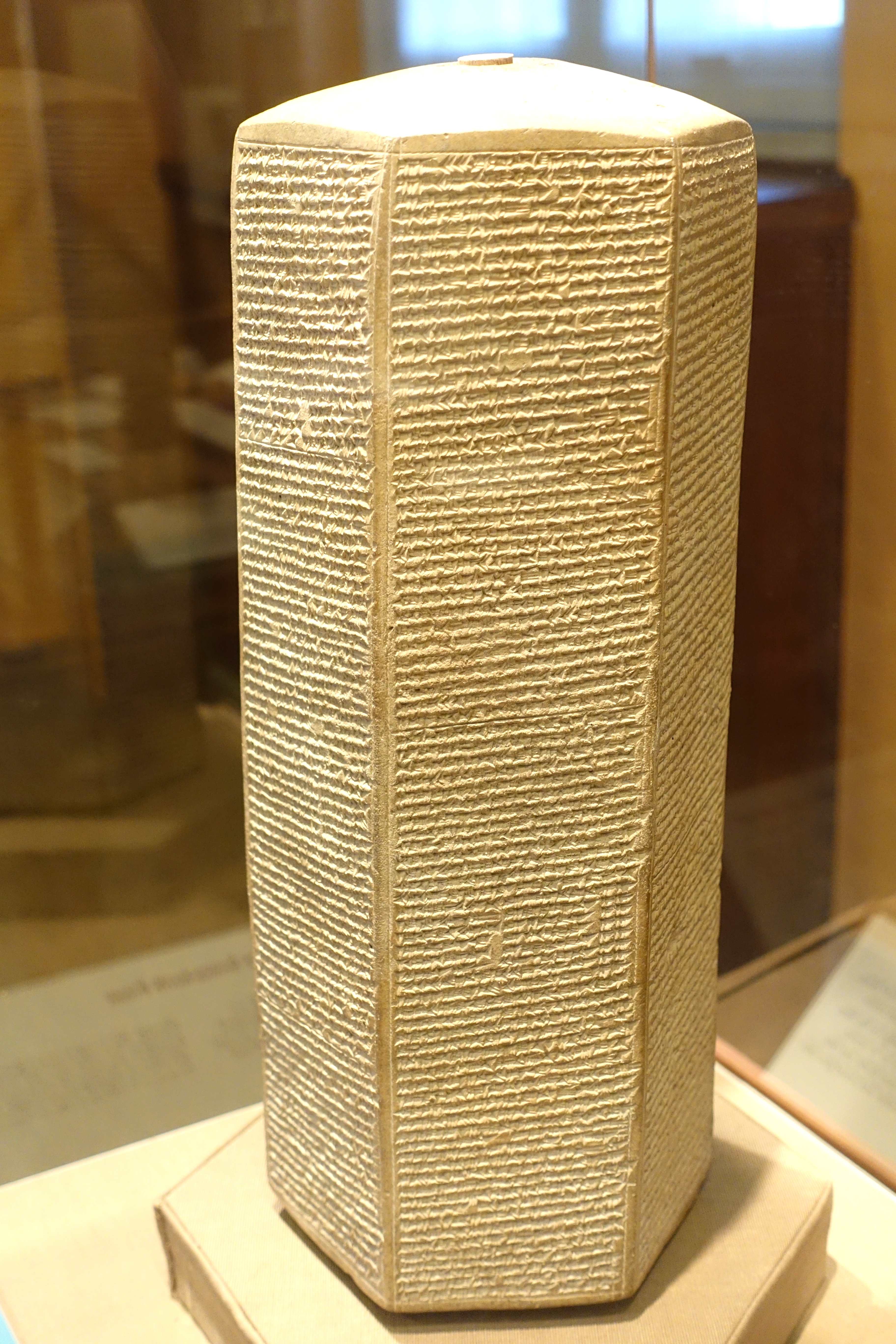
Prisma de l'Institut Oriental de Chicago

Els Annals de Senaquerib són els annals del rei assiri Sennàquerib. Estan inscrits en diversos objectes, i les versions finals es van trobar en tres prismes d'argila inscrits amb el mateix text: el Prisma de Taylor encara és al Museu Britànic, el Prisma de l'Institut Oriental a Chicago i el Prisma de Jerusalem a Jerusalem.
El Prisma de Taylor és un dels primers objectes cuneïformes analitzats en la assiriologia moderna, es va trobar alguns anys abans del desxiframent modern de l'escriptura cuneïforme.
Els annals són notables per descriure el setge de Jerusalem durant el regnat del rei Ezequies. Aquest esdeveniment està registrat en diversos llibres de la Bíblia, inclosos els capítols 33 i 36 d'Isaïes; 2 Reis 18.17; 2 Cròniques 32: 9. La invasió l'esmenta Heròdot, que no es refereix pas a Judea i diu que la invasió acabà a Pelúsion, al límit del delta del Nil.

## Descripció i descobriment
Els prismes contenen sis paràgrafs d'escriptura cuneïforme en accadi. Tenen forma hexagonal, estan fets d'argila vermella cuita i tenen una alçada de 38 cm per 14 cm d'amplada. Es van fer durant el regnat de Sennàquerib, al 689 abans de la nostra era (Chicago) o 691 ae (Londres, Jerusalem).
Es creu que el Prisma de Taylor el va trobar el coronel Robert Taylor (1790-1852) al 1830 a Nínive, l'antiga capital de l'Imperi assiri amb Sennàquerib, abans de l'excavació inicial de Botta i Layard més d'una dècada després. Tot i que el prisma va romandre a l'Iraq fins al 1846, el 1835, Henry Rawlinson el va copiar en paper, i Pierre-Victorien Lottin al 1845 va realitzar-ne un guix. Més tard es va pensar que l'original se n'havia perdut, fins que li comprà a la vídua del coronel Taylor el 1855 el Museu Britànic.
Una altra versió d'aquest text apareix en el que es coneix com a Prisma Sennacherib, encara en l'Institut Oriental de Chicago. El comprà James Henry Breasted a un comerciant d'antiguitats de Bagdad el 1919 per a l'Institut Oriental. El Prisma de Jerusalem l'adquirí el Museu de la ciutat en una subhasta de Sotheby's el 1970. Va ser publicat el 1990.
Els tres exemples complets coneguts d'aquesta inscripció són quasi iguals, amb algunes variants menors, tot i que les dates dels prismes mostren que foren escrits amb setze mesos de diferència —els de Taylor i Jerusalem el 691 ae i el de l'Institut Oriental el 689 ae. També hi ha si més no altres vuit prismes fragmentaris que contenen parts del text, tots encara al Museu Britànic, i la majoria en conserven poques línies. El text de Chicago fou traduït per Daniel David Luckenbill i el text accadi, juntament amb una traducció a l'anglés, és disponible en el seu llibre The Annals of Sennacherib (Universitat de Chicago Press, 1924).